# Виртамо, Ману
Ма́ну Ви́ртамо (фин. Manu Virtamo; род. 16 декабря 1952, Хельсинки) — финский дипломат; чрезвычайный и полномочный посол Финляндии в Японии (2013—2016).

## Биография
С 1976 по 1978 годы работал секретарём по вопросам информации и международных отношений Студенческого союза Хельсинкского университета. В 1979 году защитил в университете работу со степенью магистра политических наук.
С 1978 по 1980 год был секретарём по международным делам партии Финляндский центр.
С 1980 года поступил на службу в Министерство иностранных дел Финляндии и в должности атташе работал в консульстве Финляндии в Марселе (Франция).
С 1983 по 1987 год работал атташе и вторым секретарём посольства Финляндии в Стокгольме.
С 1987 по 1988 год в должности первого секретаря Департамента внешнеэкономических связей МИД Финляндии был ответственным за торговые отношения Финляндии с Китаем, Монголией, Вьетнамом, Народной Республикой Корея, Польшей и Германской Демократической Республикой. С 1988 по 1990 год был специальным помощником министра внешней торговли и заместителя министра торговли Финляндии, а с 1991 по 1994 год — советник по экономическим вопросам в Посольстве Финляндии в Вашингтоне и с 1994 по 1995 год — специальный помощник заместителя министра торговли.
В 1995 году был специальным помощником министра по европейским делам и торговле, а с 1996 по 1997 год — в Департаменте по внешнеэкономическим связям МИДа был директором секции по правам и правилам, касающимся торговли.
С 1997 по 2000 год — директор секции по координации торговой политики ВТО и ЕС департамента по внешнеэкономическим связям МИДа.
С 2000 по 2004 год был советником-посланником по экономическим вопросам в Посольстве Финляндии в Вашингтоне, а с 2004 по 2008 год — Генеральным консулом Финляндии в Лос-Анджелесе.
С 2008 по 2013 год был координатором по содействию экспорту и интернационализации и инвестициям Департамента внешних экономических связей МИДа.
С 2013 по 2016 год был чрезвычайным и полномочным послом Финляндии в Японии.
С 1 сентября 2016 года назначен Генеральным консулом Финляндии в Нью-Йорке.
Женат. Имеет троих детей.